# 多角化投資
多角化投資也稱分散投資，是一種在金融領域中，以減少對任何特定資產或曝光風險的方式分配资本的過程。實現多角化投資的常見途徑是通過投資各種資產來降低風險或波动性。如果資產價格沒有完全同時變化，多角化投資組合的方差將比其成份資產的加權平均數小，並且通常其組成資產的揮發率最低。